# Liste der Naturdenkmäler im Bezirk Baden
Die Liste der Naturdenkmäler im Bezirk Baden enthält die Naturdenkmäler im Bezirk Baden (Niederösterreich).

## Naturdenkmäler
| Foto |                 | Name                                                     | ID                                      | Standort | Beschreibung | Fläche   | Datum      |
| ---- | --------------- | -------------------------------------------------------- | --------------------------------------- | --- | --- | -------- | ---------- |
| 1    | Datei hochladen | Gesteinsaufschluss                                       | BN-074                                  | Alland KG: Alland GrStNr: 443 Standort | |          | 09.12.1964 |
| 1    | Datei hochladen | Tropfsteinhöhle                                          | BN-023                                  | Alland KG: Alland GrStNr: 364 Standort | → Hauptartikel : Tropfsteinhöhle Alland f1 |          | 12.09.1941 |
| 1    | Datei hochladen | Winterlinde                                              | BN-097                                  | Alland KG: Alland GrStNr: 407/2 Standort | |          | 08.10.1981 |
| 1    | Datei hochladen | Hutweide in Groisbach                                    | BN-150                                  | Alland KG: Groisbach GrStNr: 38/2 Standort | |          | 14.09.1998 |
| 0 BW | Datei hochladen | Eibenhain (13 Eiben)                                     | BN-046                                  | Alland KG: Innerer Kaltenbergerforst GrStNr: 13 Standort | |          | 23.02.1956 |
| 1    | Datei hochladen | Wiesenflächen im Glashüttental                           | BN-148                                  | Alland KG: Pöllerhof GrStNr: 16/1; 27/3; 28; 29; 30 Standort | |          | 28.09.1995 |
| 1    | Datei hochladen | Schirmföhre                                              | BN-087                                  | Alland KG: Raisenmarkt GrStNr: 386/1 Standort | |          | 14.08.1974 |
| 1    | Datei hochladen | Sommerlinde (- urspr. 2---1 x gel.)                      | BN-024                                  | Alland KG: Rohrbach GrStNr: 39 Standort | |          | 24.10.1941 |
| 1    | Datei hochladen | Baumhasel Türkenhasel                                    | BN-005                                  | Alland KG: Weißenweg GrStNr: 246 Standort | |          | 09.11.1941 |
| 0    |                 | Schutzgebiet oberhalb der Allander Tropfsteinhöhle       | BN-H-7                                  | Alland KG: Alland GrStNr: 364 | |          | 22.01.1962 |
| 1    | Datei hochladen | 2 Winterlinden                                           | BN-013                                  | Altenmarkt an der Triesting KG: Nöstach GrStNr: 684/2 Standort | |          | 30.05.1936 |
| 1    | Datei hochladen | 2 Schwarzföhren                                          | BN-072                                  | Alland KG: Innerer Kaltenbergerforst GrStNr: 16/1 Standort | |          | 20.11.1961 |
| 1    | Datei hochladen | Schwarzföhre                                             | BN-051                                  | Altenmarkt an der Triesting KG: Hafnerberg GrStNr: 56 Standort | |          | 05.05.1958 |
| 1    | Datei hochladen | Birnbaum                                                 | BN-157                                  | Altenmarkt an der Triesting KG: Nöstach GrStNr: 95/7 Standort | |          | 26.03.2003 |
| 1    | Datei hochladen | Traubeneiche                                             | BN-159                                  | Altenmarkt an der Triesting KG: Nöstach GrStNr: 70/1 Standort | |          | 22.11.2004 |
| 1    | Datei hochladen | Trockenrasen                                             | BN-143                                  | Altenmarkt an der Triesting KG: Nöstach GrStNr: 486; 488 Standort | |          | 09.03.1995 |
| 1    | Datei hochladen | Winterlinde                                              | BN-043                                  | Altenmarkt an der Triesting, Thenneberg 30 KG: Thenneberg GrStNr: 26 Standort | |          | 15.02.1956 |
| 1    | Datei hochladen | Feucht- und Magerwiese                                   | BN-140                                  | Altenmarkt an der Triesting KG: Thenneberg GrStNr: 596/2; 598; 600; 607; 609/2; 623/1; 623/2; 625/1; 625/2; 608/3 Standort | |          | 15.12.1994 |
| 1    | Datei hochladen | Platane                                                  | BN-048                                  | Bad Vöslau, Badner Straße 3 KG: Bad Vöslau GrStNr: 96/1 Standort | |          | 17.01.1958 |
| 1    | Datei hochladen | 5 Schwarzföhren                                          | BN-018                                  | Bad Vöslau KG: Bad Vöslau GrStNr: 1437/5 Standort | Anmerkung: Grundstückfehler siehe Fehlerliste / Objektvermutung |          | 10.10.1988 |
| 0 BW | Datei hochladen | Rotbuche (Herrgottsbuche)                                | BN-084                                  | Bad Vöslau KG: Gainfarn GrStNr: 3290/1 Standort | Anmerkung: Objektvermutung/Grundstücksgenau |          | 14.12.1972 |
| 1    | Datei hochladen | 2 Tannenbaumgruppen zu je 3 Bäumen, Nordmanntannen       | BN-110                                  | Bad Vöslau, Schlumbergerstraße 3–5 KG: Vöslau GrStNr: 278/5 Standort | |          | 21.10.1986 |
| 1    | Datei hochladen | Felsblock Hexenstein                                     | BN-040                                  | Bad Vöslau KG: Gainfarn GrStNr: 3244/1 Standort | Der Hexenstein ist eine längliche Steinplatte (1,80 × 1,20 × 0,80 m) auf einer Felsnase nördlich von Großau. Die Platte hat die Form eines Wackelsteins und dürfte in früherer Zeit ohne große Schwierigkeiten in Schwingungen zu versetzen gewesen sein. Der Sage nach sollen sich in gewissen Vollmondnächten Hexen darauf geschaukelt haben. |          | 27.11.1953 |
| 1    | Datei hochladen | Naturbrücke / Froschstein                                | BN-044                                  | Bad Vöslau KG: Gainfarn GrStNr: 3243/1 Standort | Beim Froschstein (Katasternummer 1911/114) handelt es sich um einen 4 m weit überhängenden und 4 m hohen Felsen aus Gainfarner Brekzie. |          | 24.11.1955 |
| 1    | Datei hochladen | Merkensteinhöhle                                         | BN-031                                  | Bad Vöslau KG: Gainfarn GrStNr: 235 Standort | → Hauptartikel : Merkensteinhöhle f1 |          | 04.02.1986 |
| 1    | Datei hochladen | Schwarzföhre und 3 Felsblöcke                            | BN-041                                  | Bad Vöslau KG: Gainfarn GrStNr: 3290/1 Standort | Die Felsformationen werden umgangssprachlich als „Opfersteine“ bezeichnet und sind auch so auf den Wegweisern angeschrieben. |          | 22.12.1953 |
| 1    | Datei hochladen | Schwarzföhre                                             | BN-028                                  | Bad Vöslau, Haidlhof KG: Gainfarn GrStNr: 3228/2; 3240 Standort | |          | 01.06.1988 |
| 1    | Datei hochladen | Felsaufschlüsse mit Bohrmuschelspuren                    | BN-085                                  | Bad Vöslau KG: Vöslau GrStNr: 1431/1 Standort | Der Felsaufschluss zeigt den Übergang von der unteren, marinen Badener Serie auf die aus Hauptdolomit bestehenden Ostküste der Kalkalpen. Der fließende Übergang ist mit Bohrlöchern durchsetzt, die vor 20 Millionen Jahren von Bohrmuscheln in die Meeresbrandung des damaligen Meeres gegraben wurden.Anmerkung: Objektvermutung/Grundstücksgenau |          | 19.12.1973 |
| 1    | Datei hochladen | Langes Zyperngras                                        | BN-151                                  | Bad Vöslau KG: Vöslau GrStNr: 1205 Standort | |          | 27.04.1999 |
| 1    | Datei hochladen | Pappelreihe entlang des Wiener Neustädter Kanals         | BN-115                                  | Bad Vöslau, Baden, Kottingbrunn, Pfaffstätten, Traiskirchen KG: Vöslau, Braiten, Leesdorf, Kottingbrunn, Pfaffstätten, Tribuswinkel GrStNr: 987/4; 987/5; 987/9; 987/6; 846/1; 846/2; 846/3; 846/10; 846/5; 347/3; 347/9; 347/10; 1326/3; 1326/35; 1326/8; 1326/10; 1546; 326/16; 326/17; 326/18; 326/22; 326/23; 326/24; 326/26; 404/3; 494/1 Standort | Der Wiener Neustädter Kanal wurde 1803 in Betrieb genommen und bis auf 63 km erweitert. Ursprünglich war er bis Triest geplant. Teile der Trasse wurden später zu Bahnstrecken umgewandelt, so dass der Warenverkehr ab 1879 stark zurückging. |          | 03.11.1987 |
| 1    | Datei hochladen | Schneckenreservat                                        | BN-081                                  | Bad Vöslau KG: Vöslau GrStNr: 85 Standort | Der Hansybach wurde von der Straßenunterführung Ecke Badnerstraße – Bahnstraße bis zur Einmündung des Hörmbaches unter Schutz gestellt. Im Bereich des Hansybaches kommen drei Schneckenarten vor, die vom Naturhistorischen Museum als besonders interessante und wichtige Formen betrachtet wurden: die endemische Art Bythinella parreissi, Theodoxus prevostianus und Fagotia acicularis audebartii. |          |            |
| 1    | Datei hochladen | Feldaussicht                                             | BN-026                                  | Baden KG: Mitterberg GrStNr: 853/1 Standort | |          | 25.06.1943 |
| 1    | Datei hochladen | Ahornblättrige Platanen beim Florastöckel                | BN-104                                  | Baden, Breyerstraße 6 KG: Baden GrStNr: 350 Standort | |          | 27.06.1984 |
| 1    | Datei hochladen | Platane                                                  | BN-063                                  | Baden, Gutenbrunnerstraße 1 KG: Baden GrStNr: 466 Standort | |          | 27.01.1959 |
| 1    | Datei hochladen | Platane                                                  | BN-113                                  | Baden, Frauengasse 8 KG: Baden GrStNr: 353 Standort | |          | 30.01.1987 |
| 1    | Datei hochladen | Platanen                                                 | BN-053                                  | Baden, Hildegardgasse 4 KG: Baden GrStNr: 394/6 Standort | |          | 24.05.1958 |
| 1    | Datei hochladen | Sommerlinde                                              | BN-132                                  | Baden KG: Baden GrStNr: 353 Standort | |          | 06.03.1991 |
| 1    | Datei hochladen | Mammutbaum                                               | BN-057                                  | Baden, Biondekgasse 6 KG: Leesdorf GrStNr: .185 Standort | Mammutbaum am Areal des Bundesrealgymnasiums Biondekgasse. |          | 09.06.1958 |
| 1    | Datei hochladen | Platanen                                                 | BN-065                                  | Baden, Dammgasse 30 KG: Leesdorf GrStNr: 769/2; 135/2 Standort | |          | 28.04.1959 |
| 1    | Datei hochladen | Schlosspark Leesdorf                                     | BN-123                                  | Baden, Leesdorfer Hauptstraße 69 KG: Leesdorf GrStNr: 5/1 Standort | → Hauptartikel : Schloss Leesdorf f1 | 2,58 ha  | 25.09.1989 |
| 1    | Datei hochladen | Eibe                                                     | BN-082                                  | Baden, Trostgasse 10 KG: Mitterberg GrStNr: 1/14 Standort | Seltener und langlebiger Baum im Innenhof des Klinikums Malcherhof. |          | 05.10.1972 |
| 1    | Datei hochladen | Mammutbaum                                               | BN-060                                  | Baden, Marchetstraße 45a KG: Mitterberg GrStNr: 613 Standort | |          | 09.06.1958 |
| 0 BW | Datei hochladen | Schwarzkiefernbäume                                      | BN-089                                  | Baden, Heinrich Strecker-Gasse 13 KG: Mitterberg GrStNr: 758 Standort | |          | 23.10.1978 |
| 1    | Datei hochladen | Stieleiche                                               | BN-083                                  | Baden, Trostgasse 23 KG: Mitterberg GrStNr: 287 Standort | |          | 06.11.1972 |
| 1    | Datei hochladen | 2 Mammutbäume                                            | BN-061                                  | Baden, Weilburgstraße KG: Rauhenstein GrStNr: 658/4 Standort | Zwei Mammutbäume im Weilburgpark. |          | 09.06.1958 |
| 1    | Datei hochladen | Bäume im Garten der Villa Hahn                           | BN-125                                  | Baden, Weilburgstraße 83–85 KG: Rauhenstein GrStNr: 116/1; 116/3 Standort | |          | 01.04.1988 |
| 1    | Datei hochladen | Ehemalige Ziegeltongrube in Baden                        | BN-137                                  | Baden KG: Rauhenstein GrStNr: 190/4; 191/2 Standort | |          | 09.01.1992 |
| 1    | Datei hochladen | Felsdurchbruch (Urtlstein)                               | BN-001                                  | Baden KG: Rauhenstein GrStNr: 695/5 Standort | |          | 23.12.1926 |
| 1    | Datei hochladen | Königshöhle                                              | BN-088                                  | Baden KG: Rauhenstein GrStNr: 684/5 Standort | Die Höhle ist ein jungsteinzeitlicher Fundplatz (Badener Kultur). |          | 11.10.1973 |
| 0 BW | Datei hochladen | Mammutbaum                                               | BN-062                                  | Baden KG: Rauhenstein GrStNr: 116/3 Standort | |          | 09.06.1958 |
| 1    | Datei hochladen | Platane                                                  | BN-116                                  | Baden, Helenenstraße 66–68 KG: Rauhenstein GrStNr: 741/3 Standort | |          | 10.06.1987 |
| 1    | Datei hochladen | Schlosspark Weilburgpark                                 | BN-119                                  | Baden, Weilburgstraße KG: Rauhenstein GrStNr: 658/4 Standort | |          | 13.07.1988 |
| 1    | Datei hochladen | Schwarzkiefer (Kandelaberföhre)                          | BN-141                                  | Baden KG: Rauhenstein GrStNr: 684/5 Standort | |          | 25.04.1995 |
| 1    | Datei hochladen | Weißföhre                                                | BN-162                                  | Baden, Elisabethstraße 54 KG: Rauhenstein GrStNr: 55/32 Standort | |          | 28.12.2007 |
| 1    | Datei hochladen | Eiben                                                    | BN-064                                  | Baden, Doblhoffgasse / Helenenstraße KG: Weikersdorf GrStNr: 3/13; 2 Standort | |          | 28.04.1959 |
| 1    | Datei hochladen | Schlosspark Weikersdorf-Doblhoffpark                     | BN-122                                  | Baden KG: Weikersdorf GrStNr: 2; 3/12; 3/13; 48/1; 48/17; 1; 4; 48 Standort | |          | 31.08.1989 |
| 1    | Datei hochladen | Platane                                                  | BN-105                                  | Berndorf KG: Berndorf II GrStNr: 422/1 Standort | Anmerkung: Grundstückfehler korr. – siehe Fehlerliste |          | 26.07.1985 |
| 1    | Datei hochladen | Dreistämmige Schwarzföhre, Dreibrüderbaum                | BN-102                                  | Berndorf KG: Berndorf II GrStNr: 226/1 Standort | |          | 03.05.1984 |
| 1    | Datei hochladen | Feuchtgebiet „Welsche Halten“ Niedermoor in Ebreichsdorf | BN-153                                  | Ebreichsdorf KG: Ebreichsdorf GrStNr: 586/3; 586/1; 586/2; 594/2; 582 Standort | |          | 30.09.1997 |
| 1    | Datei hochladen | Kalter Gang                                              | BN-099                                  | Ebreichsdorf KG: Ebreichsdorf GrStNr: 553/1; 553/3; 571; 1043/2; 423; 420/1; 1004/1; 1038/2; 1041; 1047; 1043/1; 554/6; 424; 425; 427; 428; 435; 524; 525; 554/5; 570/1; 570/2; 578/1; 987; 988/2; 1050; 534/6; 1041; 1047; 995 Standort | |          | 12.07.1982 |
| 0 BW | Datei hochladen | Trockenrasen Schranawand                                 | BN-164                                  | Ebreichsdorf KG: Schranawand GrStNr: 300/5 Standort | |          | 12.01.2015 |
| 0 BW | Datei hochladen | Parkanlage Unterwaltersdorf                              | BN-117                                  | Ebreichsdorf KG: Unterwaltersdorf GrStNr: 284; 285; 286 Standort | |          | 09.12.1987 |
| 1    | Datei hochladen | Schlosspark Unterwaltersdorf                             | BN-109                                  | Ebreichsdorf, Unterwaltersdorf 7 KG: Unterwaltersdorf GrStNr: 111; 112; 114/1; 114/2; 114/3; 115 Standort | |          | 23.07.1986 |
| 1    | Datei hochladen | Schwarzkiefer                                            | BN-077                                  | Ebreichsdorf KG: Unterwaltersdorf GrStNr: 432 Standort | Dreistämmige Schwarzkiefer im „unteren Feld“ in Unterwaltersdorf. |          | 10.11.1965 |
| 0 BW | Datei hochladen | Schwarzföhre                                             | BN-032                                  | Enzesfeld-Lindabrunn KG: Lindabrunn GrStNr: 1027/1 Standort | Anmerkung: Objektvermutung / Grundstücksgenau |          | 04.07.1989 |
| 1    | Datei hochladen | Speierling                                               | BN-144                                  | Enzesfeld-Lindabrunn KG: Lindabrunn GrStNr: 811 Standort | Anmerkung: Grundstückfehler siehe Fehlerliste / Objektvermutung |          | 04.08.1995 |
| 1    | Datei hochladen | zweistämmige Schwarzföhre                                | BN-008                                  | Enzesfeld-Lindabrunn KG: Lindabrunn GrStNr: 806/1 Standort | |          | 16.06.1988 |
| 0 BW | Datei hochladen | Schwarzföhre (vierstämmig)                               | BN-045                                  | Enzesfeld-Lindabrunn KG: Lindabrunn GrStNr: 740 Standort | Anmerkung: Objektvermutung lt. Beschreibung des Landes NÖ |          | 23.11.1955 |
| 1    | Datei hochladen | Kuhschellenwiese                                         | BN-161                                  | Enzesfeld-Lindabrunn KG: Enzesfeld GrStNr: 459/1 Standort | Der typisch pannonische Trockenrasen liegt auf einem Hügel inmitten von landwirtschaftlich genutzten Flächen. Im Frühjahr ist hier ein Bestand von mehreren hundert Kuhschellen zu beobachten, zudem sind hier weitere seltene Trockenrasenpflanzen vorzufinden. | 0,3 ha   | 28.12.2007 |
| 0 BW | Datei hochladen | Efeubäume (baumartige Efeu)                              | BN-130                                  | Furth an der Triesting KG: Furth GrStNr: 1502 Standort | Anmerkung: Objektvermutung / Grundstücksgenau |          | 17.10.1990 |
| 1    | Datei hochladen | Feuchtwiese                                              | BN-121                                  | Furth an der Triesting KG: Furth GrStNr: 1569 Standort | |          | 10.10.1989 |
| 1    | Datei hochladen | Gotzasteine (Götzensteine)                               | BN-129                                  | Furth an der Triesting KG: Furth GrStNr: 1546 Standort | |          | 10.09.1990 |
| 0 BW | Datei hochladen | Schwebender Stein                                        | BN-128                                  | Furth an der Triesting KG: Furth GrStNr: 1541 Standort | |          | 10.09.1990 |
| 1    | Datei hochladen | Teufelsbrücke (Löwenkopf)                                | BN-127                                  | Furth an der Triesting KG: Furth GrStNr: 1542; 1541; 1547/1 Standort | Bei der Teufelsbrücke (auch Luckerter Pfeiler, Steinernes Weib, Katasternummer 1869/33) handelt es sich um drei durch zwei Naturbrücken verbundene Felspfeiler aus Wettersteinkalk. Das größere Tor misst 15 m Höhe und 6 m Breite. |          | 10.09.1990 |
| 1    | Datei hochladen | Steinwandklamm mit Türkenloch                            | BN-003                                  | Furth an der Triesting KG: Furth GrStNr: 1334/1; 1334/3 Standort | Anmerkung: Das Naturdenkmal befindet sich auch in der Katastralgemeinde Muggendorf in der Gemeinde Muggendorf im Bezirk Wiener Neustadt-Land. |          | 27.10.1997 |
| 1    | Datei hochladen | Schlosspark Schönau an der Triesting                     | BN-118 HERIS-ID: 58121 Objekt-ID: 68585 | Günselsdorf, Schönau an der Triesting KG: Günselsdorf, Schönau an der Triesting GrStNr: 62/1; 62/2; 63/2; 63/3; 63/6; 64; 63/7; 69/1; 71; 75; 84; 88; 95; 100/6; 1120/1; 1120/2; 1120/3; 1120/4; 1125/2; 1126/1; 1126/2; 1; 69; 116; 117; 132 Standort | auch Park- und Gartenanlage Nr. 21 DMSG, Denkmalliste |          | 31.12.1987 |
| 1    | Datei hochladen | Magerwiese                                               | BN-158                                  | Heiligenkreuz KG: Heiligenkreuz GrStNr: 609/1; 626; 627/1; 627/2 Standort | Anmerkung: Grundstücksgenau |          | 08.05.2000 |
| 1    | Datei hochladen | Feuchtwiese                                              | BN-145                                  | Heiligenkreuz KG: Heiligenkreuz GrStNr: 108 Standort | |          | 21.12.1994 |
| 1    | Datei hochladen | Schwarzföhre (Schirmföhre)                               | BN-070                                  | Heiligenkreuz KG: Heiligenkreuz GrStNr: 421/9 Standort | Lt. Bescheid handelt es sich um eine Schwarzföhre, die zum Zeitpunkt der Unterschutzstellung etwa 250 Jahre alt war und einen Stammumfang von 3 Meter und einer Höhe von 15 Meter aufwies. |          | 31.08.1960 |
| 1    | Datei hochladen | Feuchtwiese im Grillenberger Tal                         | BN-133                                  | Hernstein KG: Grillenberg GrStNr: 535/2; 535/3 Standort | Einziges Vorkommen des Sibirischen Goldkolbens (Ligularia sibirica) in ÖsterreichAnmerkung: Grundstücksgenau |          | 26.03.1991 |
| 1    | Datei hochladen | Keltische Kultstätte Altes Grab, Am Blasenkogel          | BN-111                                  | Hernstein KG: Hernstein GrStNr: 466/1 Standort | Megalith auf dem Blasenkogel in Hernstein, westlich des Ortszentrums. Die Steine wurden durch Menschenhand in ihre heutige Position gebracht. Die keltische Kultstätte wird auch unter der Bezeichnung „Altes Grab“ geführt, das künstliche Steindenkmal wurde jedoch vermutlich eher als Kultstätte der „Durchkriech-Kultur“ verwendet. |          | 16.10.1986 |
| 1    | Datei hochladen | Naturgebilde Niedermoor                                  | BN-147                                  | Hernstein KG: Hernstein GrStNr: 406; 429; 434; 387; 390; 409; 438; 383; 426; 439; 444; 436; 440/1; 440/2; 435; 384/1; 384/2; 386; 385/1; 443; 391; 408; 427; 382; 460; 461/1; 447; 385/2 Standort | Anmerkung: Grundstücksgenau |          | 17.03.1994 |
| 1    | Datei hochladen | Chalzedonvorkommen                                       | BN-156                                  | Hernstein KG: Hernstein GrStNr: 1/1; 6; 226 Standort | |          | 28.08.2001 |
| 1    | Datei hochladen | Speierling                                               | BN-080                                  | Hernstein KG: Hinter-Aigen GrStNr: 28/1 Standort | |          | 22.11.1971 |
| 1    | Datei hochladen | Hohlur – Naturhöhle                                      | BN-093                                  | Hernstein KG: Veitsau GrStNr: 1101/98 Standort | → Hauptartikel : Hohlur f1 |          | 22.01.1980 |
| 0 BW | Datei hochladen | 20 Platanen                                              | BN-071                                  | Hirtenberg KG: Hirtenberg GrStNr: 201 Standort | Die Platanen befinden sich auf dem Gelände des ehemaligen Sommeranwesens des Industriellen Eduard von Schickh, das später als Waisenhaus diente und heute die Justizanstalt Hirtenberg beherbergt. |          | 02.05.1961 |
| 1    | Datei hochladen | Feuchtwiese                                              | BN-124                                  | Klausen-Leopoldsdorf KG: Klausen-Leopoldsdorf GrStNr: 650; 651 Standort | |          | 18.07.1989 |
| 1    | Datei hochladen | Magerwiese                                               | BN-146                                  | Klausen-Leopoldsdorf KG: Klausen-Leopoldsdorf GrStNr: 420; 421/1 Standort | |          | 08.08.1995 |
| 1    | Datei hochladen | Feuchtwiese                                              | BN-120                                  | Klausen-Leopoldsdorf KG: Klausen-Leopoldsdorf GrStNr: 655/1; 655/2 Standort | Anmerkung: Grundstücksgenau |          | 09.08.1989 |
| 1    | Datei hochladen | Schlosspark Kottingbrunn                                 | BN-106                                  | Kottingbrunn KG: Kottingbrunn GrStNr: 1/1; 1/2; 1/3; 1420/1; 1420/2; 1420/3 Standort | |          | 08.11.1985 |
| 1    | Datei hochladen | Trockenrasen in Leobersdorf                              | BN-149                                  | Leobersdorf KG: Leobersdorf GrStNr: 2193/4 Standort | |          | 29.08.1997 |
| 1    | Datei hochladen | Trockenrasenwiese                                        | BN-135                                  | Oberwaltersdorf KG: Oberwaltersdorf GrStNr: 630/5, 1358 Standort | | 17,85 ha | 09.06.1994 |
| 1    | Datei hochladen | Feuchtgebiet Oberwaltersdorf-Tattendorf                  | BN-134                                  | Oberwaltersdorf, Tattendorf KG: Oberwaltersdorf, Tattendorf GrStNr: 595; 596; 597; 598; 599; 600; 601; 602/1; 602/3; 603/1; 604/1; 603/2; 604/3; 631; 632; 633; 634; 635; 636; 637; 638; 639; 640; 641; 642; 643; 644; 645; 646; 1408; 757; 758; 759; 760; 761; 762; 763 Standort | | 19,02 ha | 21.11.1988 |
| 1    | Datei hochladen | Einöd- und Elfenhöhle                                    | BN-030                                  | Pfaffstätten KG: Pfaffstätten GrStNr: 2165/24 Standort | Die Elfenhöhle (Katasternummer 1914/7, auch Elfenlucke, Elfenloch, Sandloch) ist eine rund 30 Meter lange Höhle im Hauptdolomit des Anningers. Ehemals zusammen mit der Einödhöhle als Schauhöhle in Verwendung. Fundstelle von Steinartefakten. Zufluchtsort in Kriegszeiten, Spuren von Reibsandgewinnung. Zoologisch bedeutsam. Die Einödhöhle (Katasternummer 1914/6, früher Fledermaushöhle genannt), ist die größte erhaltene jungtertiäre Brandungshöhle am Westrand des Wiener Beckens. Sie liegt auf 370 Metern Seehöhe am Südhang des Pfaffstättner Kogels bei Pfaffstätten, nördlich von Baden. Von 1925 bis 1938 war sie gemeinsam mit der Elfenhöhle als Schauhöhle in Betrieb. |          | 14.06.1949 |
| 1    | Datei hochladen | Iriswiese                                                | BN-092                                  | Pfaffstätten KG: Pfaffstätten GrStNr: 722 Standort | Der volkstümlich als Iriswiese bekannte Trockenrasen hat wegen des Vorkommens seltener Pflanzen aus wissenschaftlichen Gründen eine ganz besondere Bedeutung. Es gedeihen hier Zwerg-Schwertlilie (Iris pumila), Felsenbirne (Amelanchier ovalis), Federgras (Stipa pennata), Traubenhyazinthe (Muscari racemosum), Gelber Lauch (Allium flavum), Hauswurz (Sempervivum), Wohlriechende Weißwurz (Polygonatum officinalis), Kantabrische Winde (Convolvulus cantabrica), Backenklee (Dorycnium herbaceum), Zerreiche (Quercus cerris), Badner Weichsel (Prunus mahaleb), Küchenschelle (Pulsatilla sp.).                                                                                     |          | 06.12.1979 |
| 1    | Datei hochladen | Speierling                                               | BN-079                                  | Pfaffstätten KG: Pfaffstätten GrStNr: 1287/11 Standort | |          | 02.11.1970 |
| 1    | Datei hochladen | Linde (Bildbaum)                                         | BN-004                                  | Pottendorf KG: Pottendorf GrStNr: 2/1 Standort | in NDM BN-090 Schlosspark-Pottendorf |          | 13.02.1928 |
| 1    | Datei hochladen | Schlosspark-Pottendorf                                   | BN-090                                  | Pottendorf KG: Pottendorf GrStNr: 2/1 Standort | auch Park- und Gartenanlage Nr. 6 DMSG, Denkmalliste |          | 11.06.1979 |
| 0 BW | Datei hochladen | Alter Teich                                              | BN-165                                  | Pottendorf KG: Pottendorf GrStNr: 1501; 1502 Standort | |          | 07.07.2016 |
| 1    | Datei hochladen | Rosskastanie                                             | BN-033                                  | Pottenstein KG: Fahrafeld GrStNr: 281/11 Standort | Anmerkung: siehe Fehlerliste (dort aber kein Eintrag!) |          | 18.02.1980 |
| 0 BW | Datei hochladen | Eibe weiblich, vierstämmig                               | BN-010                                  | Pottenstein KG: Hochwiese GrStNr: 481/1 Standort | Anmerkung: Objektvermutung, ungefähre Position |          | 14.07.1935 |
| 1    | Datei hochladen | Eibe zweistämmig                                         | BN-020                                  | Pottenstein KG: Hochwiese GrStNr: 481/3 Standort | |          | 25.07.1989 |
| 1    | Datei hochladen | Platane                                                  | BN-047                                  | Pottenstein KG: Pottenstein GrStNr: 563/1 Standort | Anmerkung: Objektvermutung |          | 11.12.1980 |
| 1    | Datei hochladen | Schirmföhre                                              | BN-036                                  | Pottenstein KG: Pottenstein GrStNr: 227 Standort | |          | 27.04.1982 |
| 1    | Datei hochladen | Schwarzföhre                                             | BN-037                                  | Pottenstein KG: Pottenstein GrStNr: 764/1 Standort | |          | 10.11.1950 |
| 1    | Datei hochladen | Schwarzkiefer                                            | BN-016                                  | Pottenstein KG: Pottenstein GrStNr: 354/1; 344/19 Standort | |          | 22.01.1980 |
| 1    | Datei hochladen | Antoniusbrünnl, Kapelle mit Quellfassung                 | BN-103                                  | Pottenstein KG: Pottenstein GrStNr: 551/2; 551/3;551/4 Standort | → Hauptartikel : Antoniusbründl (Pottenstein) f1 |          | 18.04.1984 |
| 0 BW | Datei hochladen | Gefärbtes Laichkraut im Bereich des Fürbaches            | BN-155                                  | Reisenberg KG: Reisenberg GrStNr: 1955 Standort | |          | 27.03.2001 |
| 1    | Datei hochladen | Platanengruppe                                           | BN-100                                  | Schönau an der Triesting KG: Schönau an der Triesting GrStNr: 15/2 Standort | |          | 31.08.1982 |
| 1    | Datei hochladen | Schlosspark Seibersdorf                                  | BN-107                                  | Seibersdorf KG: Seibersdorf GrStNr: 4; 5; 6/2; 6/3; 6/4; 6/1; 6/5; 7; 623/3; 627/10; 627/1; 627/2; 627/3; 627/4; 627/5; 627/6; 627/7; 627/8; 627/9; 627/11; 627/12; 627/13; 627/14; 627/15; 627/16; 627/17; 627/18; 627/19; 627/20; 627/21; 627/22; 627/23; 627/24; 627/25; 627/26 Standort | → Hauptartikel : Schloss Seibersdorf (Niederösterreich) f1 |          | 29.04.1986 |
| 1    | Datei hochladen | Feuchtwiese                                              | BN-131                                  | Sooß KG: Sooß GrStNr: 114; 116; 117; 118; 119; 120; 121; 122; 123; 124; 125; 126; 129; 130; 131; 132; 133; 134; 135; 136; 137; 138; 139; 140; 141; 142; 143; 144; 147; 148; 150; 152; 154; 156; 158; 160; 162; 164; 165/1; 165/2; 166; 167; 168; 169; 170 Standort | |          | 24.07.1989 |
| 1    | Datei hochladen | Haasteich (Feuchtbiotop)                                 | BN-136                                  | Sooß KG: Sooß GrStNr: 189/2 Standort | |          | 12.11.1987 |
| 0    | Datei hochladen | Trockenrasen                                             | BN-163                                  | Tattendorf KG: Tattendorf GrStNr: 1489 | |          | 23.12.1914 |
| 1    | Datei hochladen | 300-jährige Platane                                      | BN-152                                  | Traiskirchen KG: Traiskirchen GrStNr: 1063/3 Standort | |          | 21.12.1998 |
| 1    | Datei hochladen | Schwechatau zwischen Tribuswinkel und Traiskirchen       | BN-139                                  | Traiskirchen KG: Traiskirchen, Tribuswinkel, Wienersdorf GrStNr: 2491; 2492; 2493; 2494; 2495; 2496; 2498; 2499; 2500; 2501; 2502; 2503; 2504; 2505; 2507; 2516; 2517; 2518; 2520; 2521; 2522; 2523; 2524; 2525; 2526; 2527; 2528; 2529; 2530; 2531; 2532; 2533; 2534; 2535; 2536; 2537; 2538; 2539; 2540; 2542; 2543; 2544; 2545; 2546, 263; 264; 267; 268; 271; 272; 275; 279; 280; 284; 285; 288; 289; 292; 293; 297; 300/2; 300/3; 300/4; 300/5; 300/7; 813; 841; 850; 851; 859; 860; 868; 869; 876; 882; 883; 884; 887; 888; 892; 893; 898; 899; 904; 905; 913; 914; 922; 923; 928; 929; 934; 935; 939; 940; 942; 943; 945; 946; 947; 948; 949; 951; 952/1; 957/1; 957/2; 957/3; 958, 878; 963; 964; 965; 966; 967; 968; 969; 971; 972; 975; 976; 979; 980; 981; 982; 983; 985; 986/3; 987; 988; 989; 990; 991; 992; 995; 997; 998; 999; 1000; 1001; 1002; 1003; 1004; 1005; 1006; 1008; 1009; 1012; 1013; 1014; 1015; 1016; 1017; 1018; 1019; 1020; 1021; 1022; 1023; 1024; 1025; 1026; 1027; 1028; 1029; 1030; 1031; 1032; 1033; 1034; 1035; 1036; 1037 Standort | |          | 05.12.2000 |
| 1    | Datei hochladen | Stadtpark Traiskirchen                                   | BN-108                                  | Traiskirchen KG: Traiskirchen GrStNr: 946/1 Standort | |          | 21.04.1986 |
| 1    | Datei hochladen | 3 Platanen, 1 Esche                                      | BN-069                                  | Traiskirchen KG: Tribuswinkel GrStNr: 100/1 Standort | Die drei Platanen und die Esche stehen vor dem Schloss Tribuswinkel, beim Eingang zum Schlosspark. |          | 31.08.1960 |
| 1    | Datei hochladen | Schlosspark Tribuswinkel                                 | BN-114                                  | Traiskirchen KG: Tribuswinkel GrStNr: 104; 100/1; 102 Standort | Der um 1800 angelegte Schlosspark besteht aus einem Wiesenparterre, das ringförmig von Wald umgeben ist. |          | 22.04.1987 |
| 1    | Datei hochladen | Stieleiche                                               | BN-142                                  | Traiskirchen KG: Wienersdorf GrStNr: 312/21 Standort | |          | 06.02.1995 |
| 1    | Datei hochladen | Platane                                                  | BN-078                                  | Trumau KG: Trumau GrStNr: 165 Standort | |          | 15.04.1969 |
| 1    | Datei hochladen | Teichgebiet Neuhaus                                      | BN-112                                  | Weissenbach an der Triesting KG: Neuhaus GrStNr: 108/1; 108/2; 108/3; 111; 110; 113/1; 199/2; 11/1 Standort | |          | 05.01.1987 |
| 1    | Datei hochladen | Schwarzföhre Bruthenne                                   | BN-002                                  | Weissenbach an der Triesting KG: Weissenbach an der Triesting GrStNr: 75 Standort | |          | 09.05.1927 |

## Ehemalige Naturdenkmäler
| Foto |                 | Name                          | ID     | Standort                                                               | Beschreibung | Fläche | Datum      |
| ---- | --------------- | ----------------------------- | ------ | ---------------------------------------------------------------------- | --- | ------ | ---------- |
| 0    | Datei hochladen | Zerreiche                     | BN-021 | Baden KG: Rauhenstein GrStNr: 690/1                                    | |        | 15.05.1941 |
| 0 BW | Datei hochladen | Baumhasel                     | BN-098 | Baden, (Stadtpark) KG: Mitterberg GrStNr: 324/1 Standort               | |        | 22.09.1982 |
| 1    | Datei hochladen | Mammutbaum                    | BN-056 | Baden, Mühlgasse 50 KG: Leesdorf GrStNr: 135/1 Standort                | |        | 09.06.1958 |
| 1    | Datei hochladen | Sommerlinde                   | BN-132 | Baden KG: Baden GrStNr: 353 Standort                                   | |        | 06.03.1991 |
| 1    | Datei hochladen | 2 Schwarzföhren und Umgebung  | BN-067 | Baden, Helenenstraße 72 KG: Rauhenstein GrStNr: 800/12; 800/2 Standort | |        | 24.11.1959 |
| 1    | Datei hochladen | Mammutbaum                    | BN-059 | Baden, Helenenstraße 5 KG: Weikersdorf GrStNr: 54 Standort             | |        | 09.06.1958 |
| 0 BW | Datei hochladen | Rotbuchen (1= gel.)           | BN-007 | Furth an der Triesting KG: Furth GrStNr: 299 Standort                  | Anmerkung: Objektvermutung, grundstücksgenau |        | 10.08.1933 |
| 0    | Datei hochladen | Schwarzföhre                  | BN-038 | Hernstein KG: Hernstein/Piesting GrStNr: 842                           | |        | 11.08.1951 |
| 0    | Datei hochladen | Spitzahornbäume               | BN-054 | Kottingbrunn KG: Kottingbrunn GrStNr: 1422                             | |        | 04.07.1958 |
| 0    | Datei hochladen | Linden                        | BN-027 | Traiskirchen KG: Traiskirchen GrStNr: 946/1                            | Anmerkung: Sie sind durch den Flächenschutz des gesamten Parkes ID BN-108 mitgeschützt. |        | 11.08.1943 |
| 1    | Datei hochladen | Schelmenhöhle                 | BN-160 | Bad Vöslau KG: Vöslau GrStNr: 1431/1 Standort                          | Schelmenhöhle (auch Schelmenloch, Katasternummer 1911/41) ist eine 40 m lange und durch einen Stollen um 20 m verlängerte Höhle knapp oberhalb der Talsohle am linken Hang des Brunntales. Die 10 × 5 × 4 m große Halle diente im Zweiten Weltkrieg als Luftschutzraum. Die Höhle war früher Versteck für Diebe (Schelme) und Zufluchtsort während der Türkenzeit. Ab August 1886 wurde sie für unbestimmte Zeit als Schauhöhle geführt. Funde aus dem Neolithikum und aus dem 15. Jahrhundert, Knochenfunde von Wolf und Hirsch. Die Höhlenheuschrecke Troglophilus cavicola kollar wurde erstmals aus dieser Höhle beschrieben. |        | 27.12.2005 |
| 0 BW | Datei hochladen | Alter Birnbaum in Hochstrass  | BN-154 | Klausen-Leopoldsdorf KG: Klausen-Leopoldsdorf GrStNr: 551/4 Standort   | Anmerkung: Baum auf Privatgrundstück, nicht öffentlich einsehbar |        | 04.05.2000 |
| 1    | Datei hochladen | Einödhöhle                    | BN-029 | Pfaffstätten KG: Pfaffstätten GrStNr: 2165/24 Standort                 | Die Einödhöhle (Katasternummer 1914/6, früher Fledermaushöhle genannt), ist die größte erhaltene jungtertiäre Brandungshöhle am Westrand des Wiener Beckens. Sie liegt auf 370 Metern Seehöhe am Südhang des Pfaffstättner Kogels bei Pfaffstätten, nördlich von Baden. Von 1925 bis 1938 war sie gemeinsam mit der Elfenhöhle als Schauhöhle in Betrieb. |        | 14.06.1949 |
| 1    | Datei hochladen | Sommerlinde                   | BN-073 | Pottenstein KG: Fahrafeld GrStNr: 26; 27/2; 281/11 Standort            | Zum Zeitpunkt der Unterschutzstellung über 150-jährige Sommerlinde mit einem Stammumfang von 4,5 Metern auf Brusthöhe und einer Stammhöhe von 20 Metern. Das Naturdenkmal wurde mit Bescheid der Bezirkshauptmannschaft Baden vom 31. Jänner 2020 widerrufen.Anmerkung: siehe Fehlerliste |        | 09.04.1980 |
| 1    | Datei hochladen | Schwarzföhre „Kandelaberbaum“ | BN-126 | Pottenstein KG: Pottenstein GrStNr: 197; 211/8 Standort                | |        | 15.05.1990 |
| 1    | Datei hochladen | Sommerlinde                   | BN-095 | Pottenstein KG: Pottenstein (Grabenweg) GrStNr: 889 Standort           | |        | 10.12.1980 |

| Foto:                    | Fotografie des Naturdenkmals. Klicken des Fotos erzeugt eine vergrößerte Ansicht. Daneben finden sich zwei Symbole: \| Weitere Bilder vorhanden \| Das Symbol bedeutet, dass weitere Fotos des Objekts verfügbar sind. Durch Klicken des Symbols werden sie angezeigt. \| \| Eigenes Foto hochladen \| Durch Klicken des Symbols können weitere Fotos des Objekts in das Medienarchiv Wikimedia Commons hochgeladen werden. \| |
| Name:                    | Bezeichnung des Naturdenkmals laut offiziellen Quellen |
| ID                       | Identifikator |
| Standort:                | Es ist die Gemeinde und falls vorhanden die Adresse angegeben. Darunter sind die Katastralgemeinde (KG) und die Grundstücksnummer angeführt. Durch Aufruf des Links Standort wird die Lage des Denkmals in verschiedenen Kartenprojekten angezeigt. |
| Beschreibung             | Kurze Beschreibung des Naturdenkmals |
| Fläche                   | Fläche des Naturdenkmals in Hektar (ha) |
| Datum                    | Datum oder Jahr der Unterschutzstellung |
| Weitere Bilder vorhanden | Das Symbol bedeutet, dass weitere Fotos des Objekts verfügbar sind. Durch Klicken des Symbols werden sie angezeigt. |
| Eigenes Foto hochladen   | Durch Klicken des Symbols können weitere Fotos des Objekts in das Medienarchiv Wikimedia Commons hochgeladen werden. |